# Kønskromosom
De fleste dyr og mange planter har et antal kønskromosomer. Kønskromosomer er kromosomer, der er fordelt forskelligt mellem de to køn. Det korrekte antal kønskromosomer ligger fast for hver arts to køn, men kan variere mellem arter. Ændringer i systemet af kønskromosomer er ofte involveret i artsdannelse. I kønsbestemmelsessystemer, hvor et køn har to ens kønskromosomer, betegnes dette køn homogametisk, mens det køn, som har to forskellige kønskromosomer, betegnes heterogametisk.

## Pattedyr – X/Y-systemet
Hos pattedyr har hunkøn to X-kromosomer, hankøn har et X-kromosom og et Y-kromosom. X-kromosomet er det største, og Y-kromosomet er en muteret udgave af X-kromosomet. I hunners celler deaktiveres det ene X-kromosom i en proces kaldet X-inaktivering, da dobbelt antal af generne på X-kromosomet kan være skadeligt på samme måde som forkert antal af gener på de andre kromosomer (autosomerne) kan være.
Hannerne danner to typer sædceller, en type med et Y-kromosom og en type med et X-kromosom, og dette afgør afkommets køn.
Det formodes at pattedyrs Y-kromosom opstod for ca. 180 millioner år siden.

### Mennesker
I en normal celle har mennesker 22 par almindelige kromosomer, kaldet autosomer, udover kønskromosomerne.
Kromosomfejl ved kønskromosomerne:
- XXY = Klinefelter syndrom (dreng), hyppighed = 1 ud af 660
- XXX = Trisomi X (pige), hyppighed = 1 ud af 1000
- XYY = Dobbelt-Y (dreng), hyppighed = 1 ud af 1000
- X0 = Turner (pige), hyppighed = 1 ud af 2000

Af ovennævnte kromosomfejl er det kun XYY der ikke giver væsentlige udviklingsforstyrrelser. Men de andre kromosomfejl er stadig langt mindre skadelige end kromosomfejl ved autosomerne. Autosomale kromosomfejl fører næsten altid til fosterdød, ofte så tidligt at kvinden aldrig når at opdage hun har været gravid.

## X/O-systemet
Hos græshopper, kakerlakker og beslægtede dyr afgøres køn alene af antallet af X-kromosomer; der findes ikke noget Y-kromosom i de arter. Genotypen XX giver hunner, mens genotypen X0 (udtales X-nul) giver hanner. Hannerne producerer to typer sædceller, enten med eller uden et X-kromosom, og det afgør afkommets køn.

## Z/W-system
Hos visse fisk, fugle og sommerfugle afgøres kønnet af ægcellen i stedet for af sædcellen. Hanner har genotypen ZZ, mens hunner har genotypen ZW. Hunnen producerer to typer ægceller, en type med Z-kromosom og en type med W-kromosom, og dette afgør afkommets køn.

## Kønsopdeling uden kønskromosomer
Nogle dyr har separate køn uden at have kønskromosomer. I de fleste arter af myrer og bier afgøres kønnet af antallet af autosomer. Hunnerne er diploide, dvs. de har to homologe kopier af hvert kromosom, mens hannerne er haploide og altså kun har en kopi af hvert kromosom. Kønnet bestemmes her af om ægget er blevet befrugtet; hanner fødes af ubefrugtede æg, og mangler derfor den ekstra kopi af hvert kromosom som diploide organismer har, og er faderløse. Denne mekanisme kan være en fordel med henblik på at regulere balancen mellem kønnene; hvis der ikke er hanner nok til at befrugte hunnernes æg vil der blive født flere hanner, så manglen på hanner bliver udlignet.

## Kønskromosomer hos planter
Mange plantearter har også adskilte køn, som resultat af kønskromosomer. Dadelpalmer og spinat anvender X/Y-systemet, mens nogle typer jordbær anvender Z/W-systemet.

## Eksterne links
- Wikimedia Commons har flere filer relateret til Kønskromosom